# Sibong Bong
Sibong Bong is een bestuurslaag in het regentschap Tapanuli Selatan van de provincie Noord-Sumatra, Indonesië. Sibong Bong telt 742 inwoners (volkstelling 2010).